# 6602 Gilclark
6602 Gilclark este o planetă minoră (asteroid), cu un diametru de 4,12 km, din centura de asteroizi. A fost descoperită pe 4 martie 1989 la Observatorul Palomar de Eleanor F. Helin. 
Obiectul prezintă o orbită caracterizată de o semiaxă mare de 1,8706921 UAi, o excentricitate de 0,07, o înclinație de 22,66399 ° în raport cu ecliptica.